# Саут-Монровія-Айленд (Каліфорнія)
Саут-Монровія-Айленд (англ. South Monrovia Island) — переписна місцевість (CDP) в США, в окрузі Лос-Анджелес штату Каліфорнія. Населення — 6515 осіб (2020).

## Географія
Саут-Монровія-Айленд розташований за координатами 34°7′24″ пн. ш. 117°59′45″ зх. д. / 34.12333° пн. ш. 117.99583° зх. д. (34.123435, -117.995860).  За даними Бюро перепису населення США в 2010 році переписна місцевість мала площу 1,42 км², уся площа — суходіл.

## Демографія
Згідно з переписом 2010 року, у переписній місцевості мешкало 6777 осіб у 1551 домогосподарстві у складі 1320 родин. Густота населення становила 4777 осіб/км².  Було 1613 помешкання (1137/км²).
Расовий склад населення:
| - 50,7 % — білих - 8,4 % — чорних або афроамериканців - 6,2 % — азіатів - 0,7 % — корінних американців - 0,1 % — вихідців з тихоокеанських островів - 29,6 % — осіб інших рас |

До двох чи більше рас належало 4,4 %. Частка іспаномовних становила 74,0 % від усіх жителів.
За віковим діапазоном населення розподілялося таким чином: 28,6 % — особи молодші 18 років, 63,3 % — особи у віці 18—64 років, 8,1 % — особи у віці 65 років та старші. Медіана віку мешканця становила 32,0 року. На 100 осіб жіночої статі у переписній місцевості припадало 99,2 чоловіків;  на 100 жінок у віці від 18 років та старших — 99,5 чоловіків також старших 18 років.
Середній дохід на одне домашнє господарство  становив 70 923 долари США (медіана — 57 292), а середній дохід на одну сім'ю — 76 283 долари (медіана — 58 862). Медіана доходів становила 29 647 доларів для чоловіків та 30 541 долар для жінок. За межею бідності перебувало 15,5 % осіб, у тому числі 25,0 % дітей у віці до 18 років та 6,4 % осіб у віці 65 років та старших.
Цивільне працевлаштоване населення становило 3196 осіб. Основні галузі зайнятості: освіта, охорона здоров'я та соціальна допомога — 18,0 %, науковці, спеціалісти, менеджери — 15,9 %, роздрібна торгівля — 13,6 %, мистецтво, розваги та відпочинок — 11,8 %.